# 북부지구 (말라위)

북부지구

북부지구(Northern Region)는 말라위의 지구로 구도는 음주주이며 면적은 26,931 km2, 인구는 1,698,502명(2008년 기준)이다. 서쪽으로는 잠비아, 북쪽으로는 탄자니아와 국경을 접하고 있고 동쪽으로는 말라위호, 남쪽으로는 중부지구와 접한다. 6개 도(치티파도, 카롱가도, 리코마도, 음짐바도, 은카타베이도, 룸피도)를 관할한다.